# 3 Batalion Artylerii
3 Batalion Artylerii Pieszej – polska jednostka artylerii okresu Księstwa Warszawskiego.
Powstał w 1806 na mocy decyzji rządowej ustanawiającej dla każdego legionu Wojska Polskiego po jednym batalionie artylerii pieszej. Przeznaczony do 3 Legii gen. Dąbrowskiego.

## Skład i obsada personalna batalionu
dowódca - ppłk Józef Hurlig (20 grudnia 1806)
- trzy kompanie artylerii

kapitanowie: 
Jan Gugenmus
Fryderyk Justy
Kazimierz Uszyński
porucznicy: 
Tomasz Borowski
Karol Chmielewski
Michał Wyganowski
Karol Weissflog
- kompania saperów

kapitan: Władysław Dąbrowski
porucznik Augustyn Schwajcer
podporucznicy: Karol Weissflog, Ludwik Miller, Ignacy Jasiński
- kompania taborowa (pociągów)

porucznik: Kajetan Kobyliński
podporucznik: Stanisław Wysocki

## Bitwy i potyczki
- oblężenie Gdańska (luty 1807)
- Frydland niem.Friedland (14 czerwca 1807)
- Kampania 1809, 1812 i 1813.

## Ubiór
Przepisy mundurowe z 2 marca 1807
- Artyleria: kurtka zielona, wyłogi, kołnierz i łapki czarne, guziki żółte z amarantami lub bombami, rajtuzy czarnez lampasami zielonymi; kaszkiet kanonierski
- Saperzy: mundur identyczny, lecz guziki bez armat i bomb;
- Inżynierowie: identyczny  mundur, jednak wypustka pąsowa, guziki z armaturą
- Taborowi: mundur granatowy, guziki żółte
- Zwoszczyki (z ros. furmani): kurtki szare nakrapiane całkowicie, szarawary szare z karwaszami skórzanymi; czapki granatowe z czarnym barankiem; na lewym rękawie numer wozu z blachy; na czapce numer legii